# Система футбольных лиг Парагвая
Система футбольных лиг Парагвая — представляет собой серию взаимосвязанных лиг клубного футбола в Парагвае.

## Мужской футбол
Система футбольных лиг Парагвая имеет четыре уровня, начиная с первого, где располагается «Первый дивизион», в котором участвуют 12 клубов.
На втором уровне находится промежуточный дивизион, известный как «Дивизион Интермедиа». Чтобы достичь этого уровня, существуют два подразделения на третьем уровне: «Дивизион B» и «Национальный дивизион B», где участвуют лучшие команды из разных департаментов Парагвая.
Аналогично, на четвертом уровне существует «Дивизион C». Есть также другое подразделение, включающее 17 федераций из каждого департамента Парагвая. Эти федерации в свою очередь объединяют несколько региональных лиг, охватывающих всю страну.
Таким образом, футбольная система в Парагвае охватывает несколько уровней, с каждым уровнем предлагая возможность продвижения для команд.
| Уровень | Лига / Дивизион               | Лига / Дивизион               | Лига / Дивизион                  | Лига / Дивизион                  | Лига / Дивизион                                 | Лига / Дивизион                                 |
| 1-й     | Первый дивизион 12 клубов     | Первый дивизион 12 клубов     | Первый дивизион 12 клубов        | Первый дивизион 12 клубов        | Первый дивизион 12 клубов                       | Первый дивизион 12 клубов                       |
|         | ↓↑ 2 клуба                    |                               |                                  |                                  |                                                 |                                                 |
| 2-й     | Дивизион Интермедиа 16 клубов | Дивизион Интермедиа 16 клубов | Дивизион Интермедиа 16 клубов    | Дивизион Интермедиа 16 клубов    | Дивизион Интермедиа 16 клубов                   | Дивизион Интермедиа 16 клубов                   |
|         | ↓ 1-3 клуба                   | ↓ 1-3 клуба                   | ↓ 1-3 клуба                      | ↓ 1-3 клуба                      |                                                 |                                                 |
|         | ↑ 1-2 клуба                   | ↑ 1-2 клуба                   | ↑ 0-2 клуба                      | ↑ 0-2 клуба                      | ↑ 0-1 клуб                                      | ↑ 0-1 клуб                                      |
| 3-й     | Дивизион B 17 клубов          | Дивизион B 17 клубов          | Национальный дивизион B 23 клуба | Национальный дивизион B 23 клуба | Национальный чемпионат 31 команда местной лиги  | Национальный чемпионат 31 команда местной лиги  |
|         | ↓↑ 2 клуба                    |                               |                                  |                                  |                                                 |                                                 |
| 4-й     | Дивизион С 12 клубов          | Дивизион С 12 клубов          |                                  |                                  | Региональные лиги Более 1700 клубов в 163 лигах | Региональные лиги Более 1700 клубов в 163 лигах |
|         | ↓ 1 Клуб                      |                               |                                  |                                  |                                                 |                                                 |
|         | Исключение на один сезон      |                               |                                  |                                  |                                                 |                                                 |

Согласно:

## Примечание
1. ↑  NORMATIVA - APF (исп.). www.apf.org.py. Дата обращения: 23 мая 2023. Архивировано 28 марта 2023 года.